# Reflexão (psicologia)

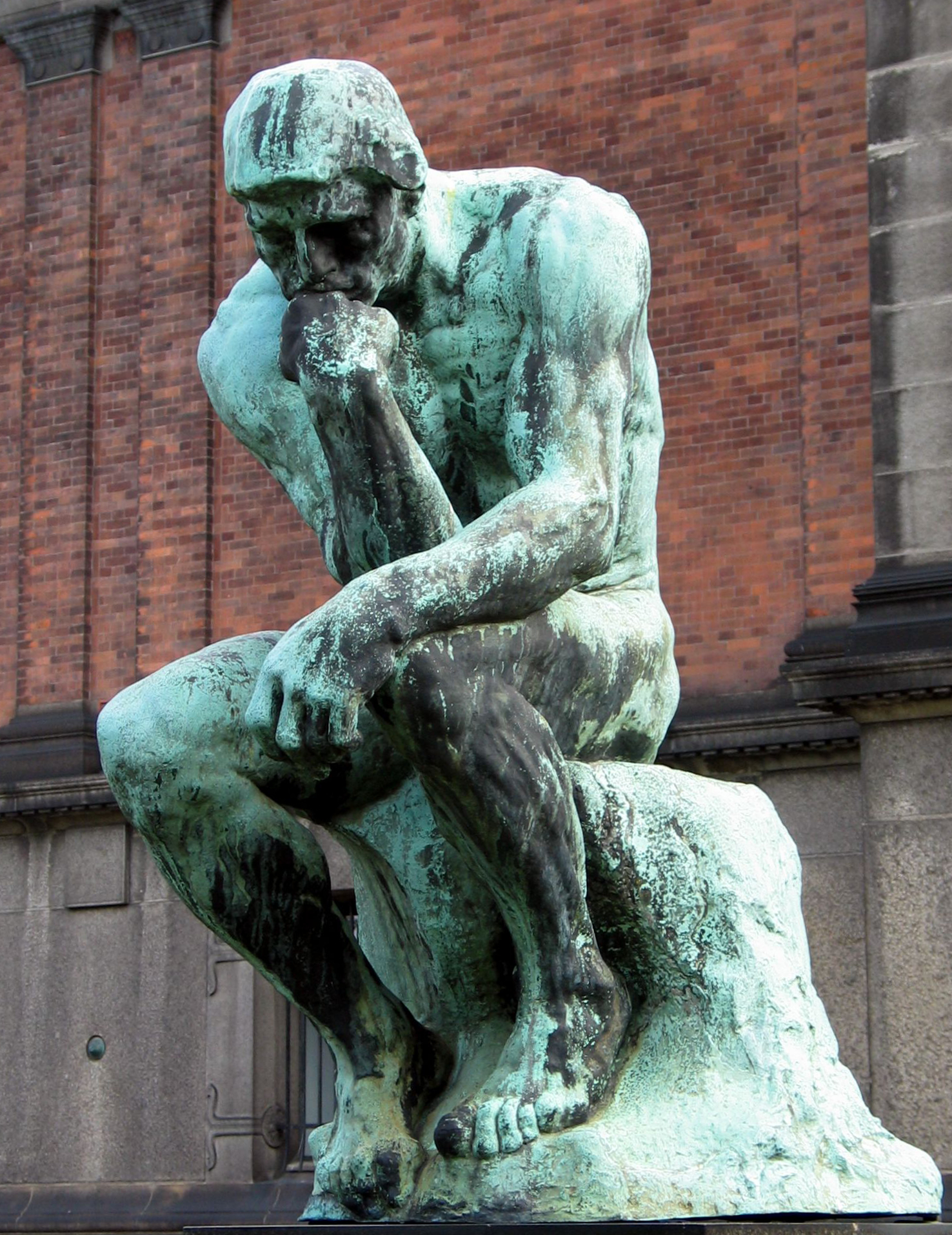
O Pensador de Auguste Rodin.

Normalmente as reflexões psicológicas são efectuadas pelas pessoas que "pensam", "questionam" o que as rodeia. A reflexão psicológica é muitas vezes utilizada na Filosofia. Refletir é pensar, abordar um tema, que nos intriga, por vezes.
Compreensão: Como se pode observar na imagem da estátua "O pensador" de Auguste Rodin
onde a posição corporal interpretada na estátua, é uma das posições usadas normalmente pelo ser humano quando esta em fase de reflexão.